# Ondzso pekcsei király
Ondzso (Onjo) (? – 28) az ókori Pekcse (Baekje) állam első királya volt.

## Élete
Tongmjong (Dongmyeong) kogurjói király második fiaként született. Amikor féltestvére, Juri (Yuri) lett a kogurjói (gogureyói) trón várományosa, Ondzso (Onjo) és testvére Pirju (비류, Biryu) délnek vándoroltak, hogy saját törzset alapítsanak. Pirju (Biryu) Micshuhol (미추홀, Michuhol) (a mai Incshon (Incheon)) területén telepedett le, Ondzso (Onjo) pedig a mai Szöul környékén. Pirju (Biryu)nak azonban nem sikerült az államalapítás a mocsaras tengeri területen, emiatt öngyilkos lett, népe pedig Ondzsó (Onjó)hoz csatlakozott. A legenda valódiságára nincs bizonyíték, azt azonban szemlélteti, hogy a pujó (buyeó)iak egy része délre vándorolva hozta létre Pekcsét (Baekjét). Pekcse (Baekje) alapítását a Szamguk szagi (Samguk Sagi) i. e. 18-ra teszi. Fővárosa neve Ürje (위례, Wirye) lett, a király az országát pedig Sipcse (십제, 十濟, Sipje) névre nevezte. A Pekcse (Baekje) nevet azután kapta, hogy bátyja népe csatlakozott az országhoz, a „pek (baek)” jelentése ugyanis „sok”.